# Cateterisme cardíac
El cateterisme cardíac, en medicina, fa referència a la introducció d'un catèter fins a les cavitats cardíaques amb diferents finalitats. És una tècnica mèdica de diagnosi per imatge, que estudia les cardiopaties, l'anatomia i la dinàmica del cor humà. Aquest catèter es pot fer arribar a la part dreta o a la part esquerra del cos. La seva introducció s'inicia a la zona engonal o bé, en el braç. El catèter sol ser de polietilè i radiopac per poder ser observat radiològicament.

## Indicacions
Hi ha diferents situacions clíniques que poden necessitar la realització d'un cateterisme cardíac. Algunes de les situacions poden ser: hipertensió pulmonar, problemes amb les vàlvules cardíaques, insuficiència cardíaca congestiva, arteriopatia coronària, anomalies cardíaques congènites, entre d'altres.

### Procediments amb cateterisme cardíac
Hi ha tota una sèrie de procediments que requereixen fer aquesta tècnica. Alguns d'ells són: en casos d'estenosi obertura de la vàlvula, reparació d'anomalies congènites, obertura d'artèries i col·locació d'un stent, és a dir, dur a terme les angioplàsties.
En casos d'estenosi, per exemple un trombe, cal procedir a l'obertura de l'artèria per evitar el col·lapse de l'artèria i del flux sanguini. Així doncs, es duu a terme el cateterisme cardíac amb l'objectiu de desfer el trombe i permetre recuperar el flux sanguini normal.

A) Estenosi de l'artèria coronària, B) Col·locació d'un stent, C) Flux sanguini normal

Les angioplàsties són el procediment per obrir i resoldre l'estenosi o l'obstrucció de les artèries coronàries. Això, es fa mitjançant la col·locació d'un stent. És un tub en forma de malla de dimensió petita, que permet l'obertura de l'artèria. Es sol col·locar després de l'angioplàstia.

### Mesura de paràmetres cardíacs
El cateterisme cardíac també serveix per mesurar diferents paràmetres, per exemple, mesurar la saturació d'oxigen en sang, un procediment anomenat oximetria, mesurar les pressions de les diferents càmeres cardíaques, conegut amb el nom de manometries, visualitzar l'anatomia dinàmica de les càmeres cardíaques i vasos mitjançant la introducció d'un contrast radiològic, entre d'altres.
En el cas de les oximetries, les mostres de sang, en permetran mesurar paràmetres i veure diferències entre les diferents càmeres. Per exemple, els shunts, a quin nivell es produeixen, el valor d'ells i en quin sentit.
La mesura de les pressions de les cavitats cardíaques ens permeten mesurar i valorar les insuficiències valvulars i disfuncions dels ventricles.

## Procediment
Aquest procediment es duu a terme mitjançant anestèsia local. Com totes les tècniques i intervencions té tres fases, preparació, realització i recuperació.

### Abans de la prova
Aquesta prova ha de ser feta en el servei d'hemodinàmica. Cal estar en dejú entre 6 i 8 hores abans de la tècnica, ja que, generalment s'introdueix el contrast radiològic per observar la dinàmica i estructures del cor. El metge informarà del procediment, del perquè es duu a terme, i resoldrà qualsevol dubte que pugui tenir la persona. Durant el seu ingrés es farà una anàlisi de sang, una radiografia de tòrax i un electrocardiograma. A més a més, es necessitarà saber el pes i la talla del pacient. Els professionals sanitaris demanaran al pacient que firmi un consentiment informatiu, a on s'explica el procediment i les seves possibles complicacions.

### Durant la prova
Un cop informada la persona es canalitzarà una via intravenosa per administrar la medicació necessària durant el procediment. La zona es desinfectarà amb aigua i sabó antisèptic. Tot seguit, es procedirà a dur a terme la prova. Primerament, s'injectarà anestèsia local per evitar la sensació de dolor durant la punció. Un cop disminueix la sensibilitat de la zona el metge realitzarà la punció que permetrà introduir el catèter. Generalment, se sol injectar una substància anomenada contrast iodat. Aquest és una substància que té capacitat d'absorbir els raig X i permeten visualitzar i estudiar determinades zones del cos. Són excretats pel ronyó durant les primeres 24 hores de la injecció. La seva administració per causar un lleuger dolor que cal comentar-ho als professionals sanitaris.

### Després de la prova
Un cop finalitzada la prova la persona estarà en observació i, seguidament, podrà retornar a la seva unitat d'hospitalització. La recuperació serà diferent segons el lloc en el qual s'ha realitzat la punció.

#### Punció engonal
Aquesta sol ser a l'artèria femoral. La persona portarà un embenatge compressiu per evitar un posterior sagnat. S'haurà d'estar en repòs durant 12 hores aproximadament i durant 6 hores no es podrà mobilitzar i, sobretot, flexionar l'extremitat afectada. L'embenatge es podrà retirar a les 6-12 hores de la prova.

#### Punció al braç
Aquesta sol ser a l'artèria radial. La punció al braç també portarà un embenatge compressiu però la diferència és que la persona no podrà fer força durant les primeres 6 hores i no haurà d'estar específicament en repòs. L'embenatge es podrà retirar a les 4-6 hores aproximadament. En el dos casos es pot seguir amb la mateixa dieta i medicació.